# Servizi di investimento
I servizi di investimento sono quei servizi, individuati normativamente ed erogati solo da soggetti autorizzati, aventi per oggetto la negoziazione strumenti finanziari.

## Definizione normativa
Il legislatore non offre una definizione di carattere generale di servizio di investimento, limitandosi alla composizione, all'interno del testo unico della finanza, di un elenco chiuso delle attività riconducibili a tale categoria. Tale scelta trova ragione nella difficoltà di identificare caratteri comuni alle specifiche attività che consentano di giungere ad un concetto unitario.
Il decreto legislativo n. 58 del 1998 sancisce all'articolo 1, comma 5 che per servizi di investimento si intendono le seguenti attività, quando hanno per oggetto strumenti finanziari:
- Negoziazione per conto proprio;
- Esecuzione di ordini per conto dei clienti;
- Sottoscrizione e/o collocamento con assunzione a fermo ovvero con assunzione di garanzia nei confronti dell'emittente;
- Collocamento senza assunzione a fermo né assunzione di garanzia nei confronti dell'emittente;
- Gestione di portafogli;
- Ricezione e trasmissione degli ordini;
- Consulenza in materia di investimenti;
- Gestione di sistemi multilaterali di negoziazione.

Il TUF riserva inoltre al Ministero dell'economia e delle finanze il potere di individuare, al fine di tener conto dell'evoluzione dei mercati finanziari e delle norme di adattamento stabilite dalle autorità comunitarie, ulteriori servizi di investimento.

## Soggetti abilitati
La prestazione di attività e servizi di investimento è sottoposta a riserva di legge e i soggetti deputati al loro svolgimento sono elencati all'art.18 TUF. Ai sensi del comma 1 di tale articolo, l'esercizio professionale nei confronti del pubblico delle attività e dei servizi d'investimento è riservato alle imprese d'investimento e alle banche autorizzate ad erogarli. Questi intermediari godono di una riserva senza limitazioni, potendo quindi prestare, tutti i servizi senza alcuna eccezione. Alle SIM è inoltre riconosciuto il diritto di esercitare servizi accessori, altre attività finanziarie e attività connesse e strumentali, fatte salve ulteriori riserve di legge. Alle banche, sottoposte alla disciplina del TUB, è consentito, oltre all'esercizio dell'attività bancaria, quello di ogni attività finanziaria secondo la disciplina propria di ciascuna di queste, nonché quello di attività connesse e strumentali, fatte comunque salve le riserve di legge. Banche e SIM sono quindi gli unici intermediari a beneficiare della possibilità di svolgere un'ampia gamma di servizi finanziari, mentre gli altri intermediari sono sottoposti a maggiori restrizioni. 
In particolare:
- Gli intermediari finanziari iscritti nell'elenco speciale di cui all'art.107 TUB possono prestare servizi di negoziazione per conto proprio, di esecuzione degli ordini su strumenti derivati e il servizio di collocamento di strumenti finanziari, assistito o meno da forme di garanzia;
- Le società di gestione del risparmio e le società di gestione armonizzata possono prestare servizi di gestione del portafoglio e di consulenza;
- Gli agenti di cambio possono svolgere attività di esecuzione degli ordini per conto dei clienti, di collocamento senza assunzione a fermo o dazione di garanzia nei confronti dell'emittente, di gestione di portafogli, di ricezione e trasmissione di ordini e di consulenza in materia di investimenti;
- Le società fiduciarie iscritte nella sezione speciale dell'albo delle SIM possono esercitare l'attività di gestione di portafogli d'investimento;
- Poste Italiane S.p.A., nell'ambito di un processo di despecializzazione iniziato con il D.P.R. 14 marzo 2001, è autorizzata a prestare servizi di negoziazione sia per conto proprio che di terzi e attività di gestione di portafogli.

La riserva di legge relativa ai servizi di cui all'art.18 del TUF è prevista esclusivamente nel caso in cui tali attività vengano esercitate in maniera professionale e nei confronti del pubblico. La ratio di tale previsione deriva dall'inadeguatezza delle stringenti regole cui i servizi di investimento sono sottoposti alla scarsa rilevanza che attività non provviste di tali requisiti assumono. La nozione di professionalità, esplicata dal D.M. 26 giugno 1997, attiene alla non provvisorietà ed accessorietà dei servizi ed alla predisposizione di un idoneo schema organizzativo per il loro svolgimento. Più difficoltosa la ricostruzione della nozione di pubblico, non rinvenibile nel D.M. in precedenza citato e neppure nella disciplina secondaria. L'interpretazione maggiormente seguita è quindi quella, analoga alla disciplina bancaria, che definisce come pubblico i soggetti od economie terze, anche se numericamente limitate.
L'accesso alla prestazione di servizi e attività di investimento è inoltre subordinato al rilascio di un'autorizzazione emanata dalle autorità competenti dei singoli Stati membri dell'Unione Europea. Il rilascio dell'autorizzazione presuppone la sussistenza di specifici requisiti in termini di adeguatezza patrimoniale e struttura organizzativa. Per quanto riguarda le banche, il rilascio dell'autorizzazione è rimesso alla Banca d'Italia, così come per le società iscritte nell'elenco previsto dall'art. 107 del Testo Unico Bancario. L'autorizzazione alle società di gestione del risparmio è altresì rilasciata dalla Banca d'Italia, tuttavia previa consultazione della Consob, mentre per le società di gestione armonizzate (equivalente comunitario delle SGR) l'autorizzazione viene accordata dall'autorità competente nello Stato membro d'origine, coerentemente al principio di mutuo riconoscimento. Infine le società di gestione dei mercati regolamentati sono autorizzate dalla Consob. 
L'eventuale svolgimento di servizi o attività di investimento da parte di soggetti non muniti della necessaria abilitazione configura il reato di abusivismo, sanzionato dall'art.166 TUF con pene detentive (reclusione da sei mesi a quattro anni) ed amministrative. Inoltre, sotto il profilo civilistico, i contratti stipulati da soggetti non abilitati sono contrari a norme imperative e, quindi, affetti da nullità.